# Histiocitosis maligna
La Histiocitosis maligna (también conocida como "reticulosis medular histiocitica": 744 ) es una rara enfermedad genética encontrada en los boyeros de Berna y los humanos, caracterizada por la infiltración histiocítica a nivel de los pulmones y linfonodos. El hígado, bazo y sistema nervioso central también se pueden encontrar afectados. Los histiocitos son un componente del sistema inmune que en esta patología, proliferan de manera anormal. La condición resulta muy importante en medicina veterinaria como también en la medicina humana.

## Desórdenes histiocíticos
Un histiocito es una célula diferenciada que tiene su origen en la médula ósea.La fuente de los histiocitos son el linaje monocito/macrófago. Los monocitos (que se encuentran en la sangre) y los macrófagos (que se encuentran en los tejidos) son los responsables de la fagocitosis de material extraño para el cuerpo. Las células de Langerhans son células dendríticas que se hallan en la piel. Su función es internalizar los antígenos y presentarlos a los linfocitos T. Se originan a partir de los monocitos.

## Epidemiología
Hasta un 25% de los Boyero de Berna pueden llegar a desarrollar histiocitosis maligna. Otras razas con tendencia genética para desarrollar histiocitosis malignas son los rottweilers, los Flat-coated retriever y los Golden Retrievers.

## Signos y síntomas
La enfermedad pulmonar se caracteriza por una expansión de los linfonodos traqueobronquiales e infiltración de los pulmones, a veces conduciendo a focos de condensación y derrame pleural. Signos y síntomas incluyen tos, pérdida de apetito, pérdida de peso, anemia y disnea Las convulsiones y debilidad de las extremidades inferiores también pueden ser observadas. La invasión a la médula roja puede producir pancitopenia. Diagnosis requires a biopsy.

## Tratamiento
El tratamiento con quimioterapia ha sido usado con algún éxito, en particular usando drogas como lomustina, prednisona, doxorrubicina, y ciclofosfamida. Debido a la rápida progresión de esta agresiva enfermedad, el pronóstico resulta ser muy pobre.